# República de Crema
A República de Crema ( em lombardo: Republega Cremasca  ; em italiano: Repubblica Cremasca   ) foi um município revolucionário na Lombardia, que foi fundado quando o exército francês entrou na cidade de Crema em 28 de março de 1797. Este governava os assuntos locais da cidade e seus arredores, que anteriormente eram um enclave veneziano dentro do Ducado de Milão . O município veio então a ser anexado pela República Cisalpina em julho de 1797.